# 梁黎明
梁黎明（1961年1月—），女，汉族，浙江新昌人，中华人民共和国政治人物。1983年1月加入中国共产党，1983年9月參加工作。浙江大学体育系毕业，浙江大学领导干部研究生班应用心理学专业硕士研究生。

## 经历
早年曾担任余姚市体委办公室副主任；余姚市教育局团委书记；共青团余姚市委副书记、书记；共青团宁波市委副书记、书记，宁波市青联副主席、主席；中共鄞县县委副书记；宁波市江北区委副书记、区长、区委书记；中共舟山市委常委、市组织部长等职。
2005年5月至2006年11月，任中共舟山市委副书记。2006年11月至2008年4月，任舟山市人民政府代市长、市长。2008年2月至2012年7月，任中共舟山市委书记。2008年5月起，兼任舟山市人大常委会主任。
2012年7月至2018年1月，任浙江省人民政府副省长。2018年1月30日，当选浙江省人大常委会副主任。2018年2月8日，出任浙江省人大常委会党组书记。2023年1月届满卸任。
2012年11月，当选中国共产党第十八届中央委员会候补委员。2018年2月，当选第十三届全国人大代表。